# Glenn Hughes
Glenn Hughes (n. 21 august 1952, Cannock, Anglia, Regatul Unit) este un interpret de muzică rock britanic. Notorietatea a realizat-o ca basist al trupei Deep Purple (1973-1976) și ca voce a trupei Black Sabbath (1985-1986).

## Dscografie (selectivă)
Solo:
- 1977: „Play me out“
- 1979: „Four on the Floor“
- 1992: „Blues“
- 1994: „From Now On...“ (2015 relansat cu piese suplimentare, care a fost deja inclus la ediția din Japonia din 1994)
- 1995: „Burning Japan Live“ (live 1994)
- 1995: „Feel“
- 1996: „Addiction“
- 1999: „The Way it is“
- 2000: „Return of Crystal Karma (R.O.C.K.)“
- 2000: „A Soulful Christmas“
- 2000: „From The Archives Vol.1 – Incense & Peaches“
- 2001: „Building The Machine“
- 2002: „Different Stages“
- 2003: „Songs in the Key of Rock“
- 2004: „Soulfully Live in the City of Angels“ (live 2004, CD & DVD)
- 2005: „Soul Mover“
- 2005: „Freak Flag Flyin'“ (Live 2003)
- 2006: „Music for the Divine“
- 2007: „Live at the Basement“ (Live 2006) = „Live in Australia“ (live 2006, CD & DVD)
- 2008: „First Underground Nuclear Kitchen (F.U.N.K.)“
- 2009: „Official Bootleg: Live in Wolverhampton: Full Band Show“ (live 2009, lansat ca un CD și DVD)
- 2009: „Official Bootleg: Live in Wolverhampton: 'You Are The Music' An Evening of Trapeze“
- 2016: „Resonate“

cu Trapeze:
- 1970: „Trapeze“
- 1970: „Medusa“
- 1972: „You Are The Music... We're Just The Band“
- 1974: „The Final Swing“
- 1976: „Trapeze (1976 Album)“
- 1998: „Live: Way Back To The Bone“ (live 1972)
- 1998: „Welcome To The Real World“ (live 1992)

cu Deep Purple:
- 1974: „Burn“ (Mk III)
- 1974: „Stormbringer“ (Mk III)
- 1975: „Come Taste The Band“ (Mk IV)
- 1976: „Made in Europe“ (Live 1975, Mk III)
- 1977: „Last Concert in Japan“ (live 1975, Mk IV)
- 1982: „Live in London“ (Live 1974, Mk III)
- 1995: „On The Wings Of A Russian Foxbat“ (live 1976, Mk IV)
- 1996: „Mk III: The Final Concerts“ (live 1975, Mk III)
- 2001: „Live in Paris 1975“ (live 1975, Mk III)
- 2001: „This Time Around / Live In Tokyo“ (live 1975, Mk IV)
- 2002: „Days May Come And Days May Go“ (Rehearsals 1975, Mk IV)
- 2003: „California Jam“ (Live 1974, MK III)
- 2002: „1420 Beachwood Drive“ (Rehearsals 1975, Mk IV)
- 2004: „Perks and Tit“ (Live 1974, Mk III)
- 2007: „Live In San Diego 1974“ (Live 1974, Mk III)
- 2011: „Phoenix Rising“ (Live 1975/1976, Mk IV)
- 2014: „Graz 1975“ (Live 1975, Mk III)
- 2015: „Paris 1975“ (Live 1975, Mk III)

cu Phenomena:
- 1984: „Phenomena 1“
- 1987: „Phenomena 2: Dream Runner“
- 2006: „PsychoFantasy“

cu Black Sabbath și Tony Iommi:
- 1986: „Seventh Star“
- 2004: „The 1996 DEP Sessions“ (înregistrări 1996)
- 2005: „Fused“

cu Voodoo Hill:
- 2000: „Voodoo Hill“
- 2004: „Wild Seed Of Mother Earth“
- 2015: „Waterfall“

cu Hughes Turner Project (HTP):
- 2002: „Hughes Turner Project“
- 2002: „Live In Tokyo“ (Live 2002)
- 2003: „Hughes Turner Project 2“

cu Black Country Communion:
- 2010: „Black Country Communion“
- 2011: „2“
- 2012: „Live over Europe“ (Live 2011/2012)
- 2012: „Afterglow“

alte proiecte (selecție):
- 1973: Roger Glover & Friends – „The Butterfly Ball“
- 1982: Glenn Hughes & Pat Thrall – „Hughes/Thrall“
- 1985: Gary Moore – „Run For Cover“
- 1992: The KLF – „America: What Time Is Love?“ (SINGLE)
- 1992: John Norum - „Face the Truth“
- 1997: Glenn Hughes & Friends – „Tribute: Tommy Bolin“
- 1998: Glenn Hughes & Geoff Downes – „The Work Tapes“ (înregistrări 1991)
- 2001: Nikolo Kotzev „Nikolo Kotzev's Nostradamus“
- 2002: The Alchemist - „Songs From The West Side“
- 2003: Aina - „Days of rising Doom“
- 2005: Michael Men Project - „Made In Moscow“
- 2005: Rata Blanca - „A Vivo en Teatro Gran Rex“ [DVD]
- 2008: Robin George/Glenn Hughes – „Sweet Revenge“ (înregistrări 1990)
- 2009: Keith Emerson/Glenn Hughes/Marc Bonilla - „Boys Club Live From California“
- 2009: Moonstone Project - „Rebel On The Run“
- 2013: Device - „Device“
- 2014: California Breed - „California Breed“